# フュルステナウ
フュルステナウ (ドイツ語: Fürstenau, [ˈfʏrstəna͜u]) は、ドイツ連邦共和国ニーダーザクセン州オスナブリュック郡北西部のザムトゲマインデ・フュルステナウを構成する市である。

## 地理

### 位置
フュルステナウは、トイトブルクの森北部＝ヴィーエン山地自然公園に属すアンクム高地の南西に位置し、リンゲン高地のやや東にあたる。グローセ・アー川の水系に含まれるフュルステナウアー・ミューレンバッハが本市を北東から南西に貫いている。
最寄りの大都市: オスナブリュック (43 km)、エメン（オランダ、69 km）、エンスヘデ（オランダ、72 km）、ミュンスター (74 km)、オルデンブルク (93 km)、ブレーメン (113 km）

### 隣接する市町村
フュルステナウは、北はビッペン、北東はエッガーミューレン、東はメルツェン、南はヴォルトラーゲ（以上、いずれもオスナブリュック郡）、南西はホプステン（ノルトライン＝ヴェストファーレン州シュタインフルト郡）、西はアンダーフェンネ、北西はハントルプ（ともにエムスラント郡）と境を接している。

### 市の構成
現在のフュルステナウ市は、ニーダーザクセンの地域・行政改革に伴い、1972年に旧フュルステナウ市とホレンシュテーデ、シュヴァークストルフ、ゼットトルプが合併して成立した。

### 気候
北海からの湿った北西風の影響を受ける温帯海洋性気候である。フュルステナウの年間平均気温は 8.5 - 9.0 ℃、年間降水量は約 700 mm である。5月から8月までの間に平均 20 -25日の夏日がある。
| フュルステナウ（1961年から1990年の平均値）の気候 | フュルステナウ（1961年から1990年の平均値）の気候 | フュルステナウ（1961年から1990年の平均値）の気候 | フュルステナウ（1961年から1990年の平均値）の気候 | フュルステナウ（1961年から1990年の平均値）の気候 | フュルステナウ（1961年から1990年の平均値）の気候 | フュルステナウ（1961年から1990年の平均値）の気候 | フュルステナウ（1961年から1990年の平均値）の気候 | フュルステナウ（1961年から1990年の平均値）の気候 | フュルステナウ（1961年から1990年の平均値）の気候 | フュルステナウ（1961年から1990年の平均値）の気候 | フュルステナウ（1961年から1990年の平均値）の気候 | フュルステナウ（1961年から1990年の平均値）の気候 | フュルステナウ（1961年から1990年の平均値）の気候 |
| 月                                               | 1月                                              | 2月                                              | 3月                                              | 4月                                              | 5月                                              | 6月                                              | 7月                                              | 8月                                              | 9月                                              | 10月                                             | 11月                                             | 12月                                             | 年                                               |
| ------------------------------------------------ | ------------------------------------------------ | ------------------------------------------------ | ------------------------------------------------ | ------------------------------------------------ | ------------------------------------------------ | ------------------------------------------------ | ------------------------------------------------ | ------------------------------------------------ | ------------------------------------------------ | ------------------------------------------------ | ------------------------------------------------ | ------------------------------------------------ | ------------------------------------------------ |
| 降水量 mm （inch）                               | 63.5 (2.5)                                       | 43.7 (1.72)                                      | 55.9 (2.201)                                     | 50.6 (1.992)                                     | 57.2 (2.252)                                     | 74.8 (2.945)                                     | 67.7 (2.665)                                     | 62.4 (2.457)                                     | 56.5 (2.224)                                     | 56.2 (2.213)                                     | 65.7 (2.587)                                     | 71.4 (2.811)                                     | 725.6 (28.567)                                   |
| 出典：Wetter und Klima - Deutscher Wetterdienst  |                                                  |                                                  |                                                  |                                                  |                                                  |                                                  |                                                  |                                                  |                                                  |                                                  |                                                  |                                                  |                                                  |

## 歴史
歴史のあるハンザ都市フュルステナウは、1344年に Vorstenowe という表記で初めて記録されている。オスナブリュック司教領主ゴットフリート・フォン・アルンスベルクはこの年に、現在城館がある場所に要塞の一部を建設した。この城はテックレンブルク伯に対してこの地域を防衛するために建設されたものである。城の周りには農民が定住し、何世紀もの間に城砦はオスナブリュック領主の居城へと拡張されていった。1642年、フュルステナウは都市権を獲得した。1532年、パーダーボルン、オスナブリュックおよびミュンスターの司教領主エーリヒ・フォン・ブラウンシュヴァイク＝グルーベンハーゲンがフュルステナウで亡くなった。

### 地名
この集落の古い表記には以下のものがある: Vorstenowe, Vorstennouue, Vorstenouwe, Verstenouwe, Forstenaw(e), Forstenoe, Vastenowe, Forstenowe, Forstenauwe, Forstenouwe, Furstenauw(e), Furstenow(e), Furstenaw(e), Vastenouwe, Furstenouw, Fürstenow(e), Fürstenowensis, Fürstenaw。フュルステナウ (Fürstenau) は「Fürst（領主）」と「Au(e)（川縁の草地）」が合成された地名である。これはおそらくオスナブリュック司教領主ゴットフリート・フォン・アルンスベルクによる建設時の状況を表したものである。

## 住民

### 宗教
フュルステナウには以下の教会組織がある。
- 福音主義ルター派教会
  - 聖ゲオルク・フュルステナウ
- 福音主義自由教会
  - エリーム＝ゲマインデ・フュルステナウ
- エホバの証人
  - フュルステナウ王国ホール
- ローマ＝カトリック教会
  - 聖カタリーナ・フュルステナウ

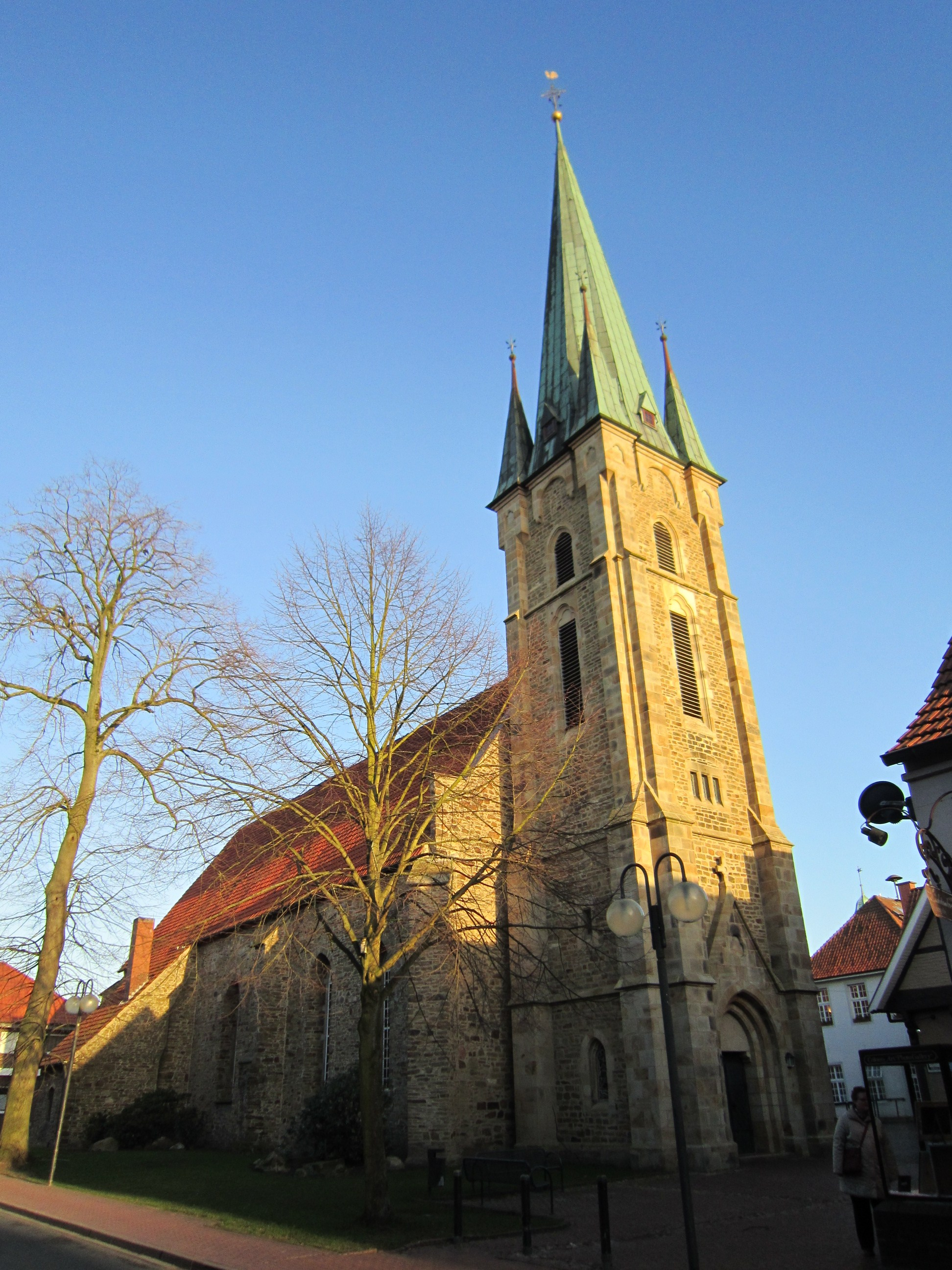
フュルステナウの聖ゲオルク教会

  - 聖マリア・ローゼンクランツ・ホレンシュテーデ
  - 聖バルトロメウス・シュヴァークストルフ

### 人口推移
| 年   | 人口（人） |
| ---- | ---------- |
| 1547 | 600        |
| 1635 | 525        |
| 1650 | 780        |
| 1772 | 850        |
| 1801 | 876        |
| 1811 | 945        |
| 1841 | 1,134      |

| 年   | 人口（人） |
| ---- | ---------- |
| 1811 | 945        |
| 1841 | 1,134      |
| 1871 | 1,220      |
| 1905 | 1,754      |
| 1925 | 2,348      |
| 1933 | 2,654      |
| 1945 | 3,010      |

| 年   | 人口（人） |
| ---- | ---------- |
| 1946 | 3,929      |
| 1961 | 4,836      |
| 1970 | 5,431      |
| 1971 | 5,501      |
| 1981 | 7,721      |
| 1993 | 9,218      |
| 2000 | 9,896      |

| 年   | 人口（人） |
| ---- | ---------- |
| 2005 | 10,054     |
| 2008 | 9,823      |
| 2010 | 9,751      |
| 2011 | 9,648      |

## 行政

### 議会
フュルステナウの市議会は21議席で構成されている。

### 紋章と旗
紋章の図柄: 赤地に銀の鋸壁をもつ銀の塔（ベルクフリート）その右側（向かって左側）に居館（フュルステナウ城）
旗の色は赤 - 白 - 緑である。

### 姉妹都市
フュルステナウは以下の自治体と姉妹都市関係にある
- ルールロー（オランダ語版、英語版）（オランダ、ヘルダーラント州）1979年
- ホーエン・ノイエンドルフ（ドイツ語版、英語版）（ドイツ、ブランデンブルク州）1991年
- Paistu（エストニア、ヴィリャンディ県）2005年

また、ポーランドのガルボリンと2004年から友好都市関係にある。

### 加盟団体
フュルステナウは、都市同盟「Die Hanse」に加盟している。
また、ヴェストファーレン・ハンザ同盟およびオスナブリュッカー・ラント観光連盟にも加盟している。

## 文化と見所

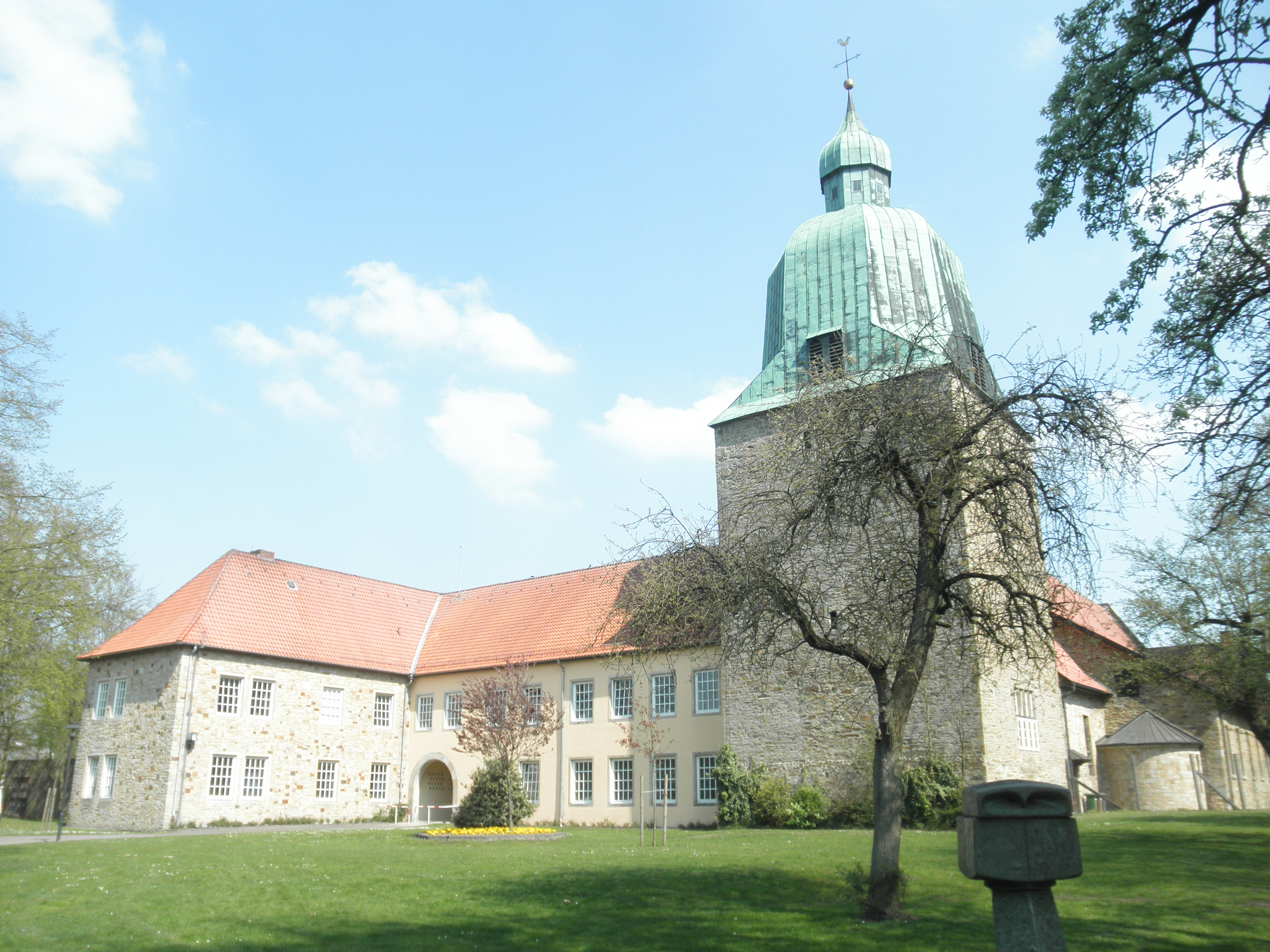
フュルステナウ城

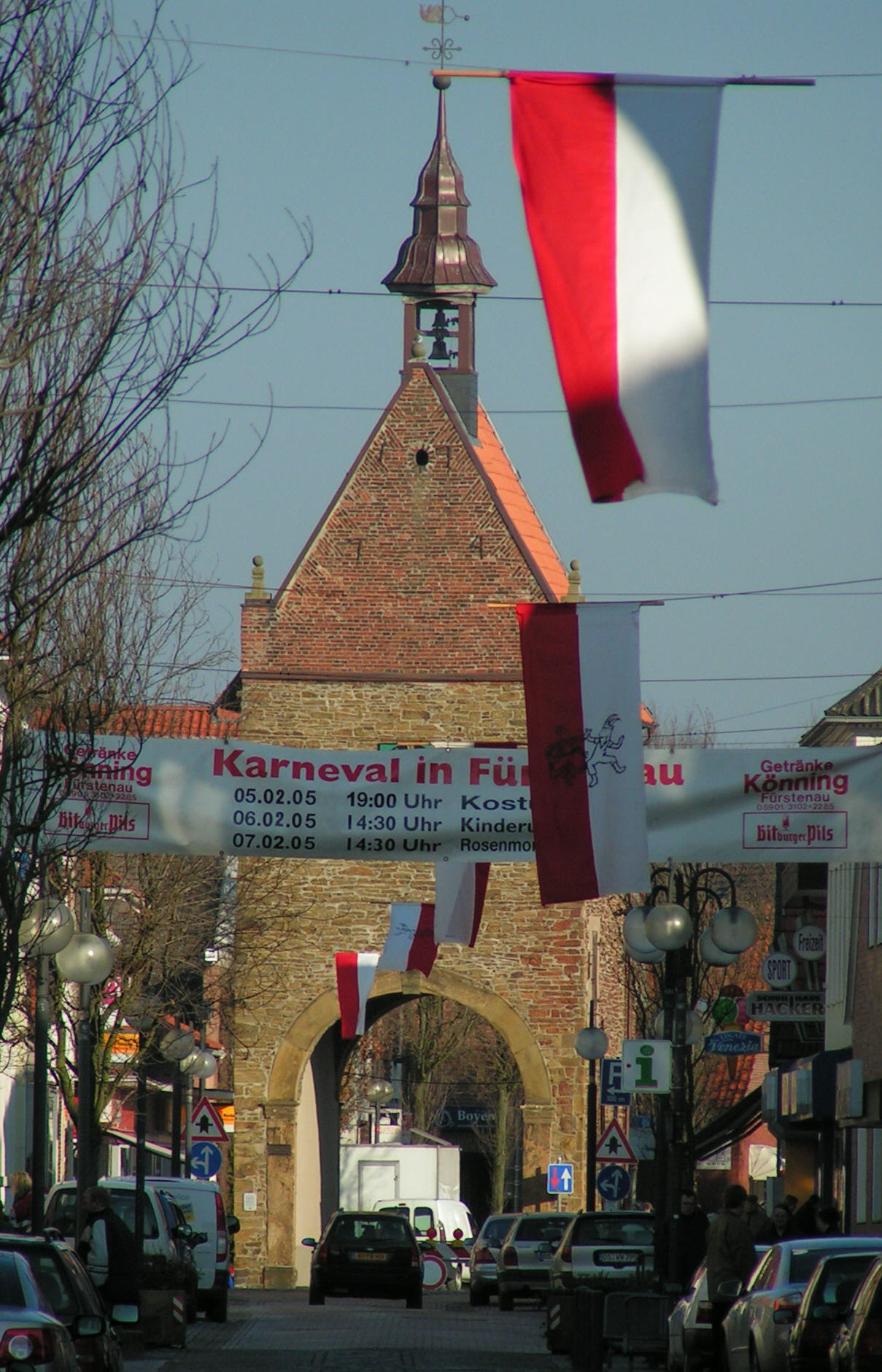
ホーエス・トーア

歴史的な都市景観が何世紀もかけて創られた。創設期に建設されたオスナブリュック司教領主の城（現在のザムトゲマインデ・フュルステナウ本部庁舎）や1817年に建造されたローマ＝カトリックの教区教会は、特に印象的である。修復された北東の稜堡は、中世の軍事要塞としてのフュルステナウの重要性を強調している。
城のほかに、市門「ホーエス・トーア」、旧市庁舎や福音主義の聖ゲオルク教会を含むマルクト広場も見応えがある。この広場には中世のさらし台の遺構が見られる。
市の北端に大きな祝祭・レジャーパーク・フュルステン・フォレストが計画されており、その一部（オフロードレース場）がすでにオープンしている。

### 周辺の観光地
- マイブルク: フュルステナウ、ビッペン、エッゲミューレの間にある森の豊かな丘陵地
- 巨石文化街道[10]: オスナブリュックからフュルステナウを経由してオルデンブルクまで
- アルトラント=ルート[11]: クヴァーケンブリュックおよびベルゼンブリュックを通る全長 142 km の周回コース
- 自由芸術アカデミー・マイブルク（クライン・ボーケルン）[12]
- カルクリーゼ博物館および公園[13]: トイトブルクの森の戦いの古戦場と推定されている。
- ヒュネングレーバー: ヘケーゼの列石
- ベルステル修道院[14]（ベルゲ）
- ドライジネンファールテン（フュルステナウ - ビッペン - ノルトルプ）
- ヴァホルダーハイン（ハーゼリュンネ）[15]
- 自然保護区「シュヴァッテ・ペーレ」（ロンナーベッケ）
- ジュルテミューレ（ロンナーベッケ）
- 旧穀物蒸留所製造所（ゼットルプ）

### スポーツ
- Spvg. フュルステナウ e.V.（サッカー、バレーボール、卓球、柔道、陸上競技、体操）
- SV ホレンシュテーデ e.V.（サッカー、テニス、陸上競技）
- SG ホレンシュテーデ＝シュヴァークストルフ（女子サッカー）
- SV グリューン＝ヴァイス・シュヴァークストルフ e.V.（サッカー）
- TG フュルステナウ（テニス）
- TV シュヴァークストルフ（テニス）
- LD エクヴェストリアン・ヴィレッジ（乗馬スポーツ・トレーニングセンター）
- RuF フュルステナウ e.V.
- RuF ホレンシュテーデ e.V.
- ロート・ヴァイス・フュルステナウ・カーニバル愛好会（ダンス部門を有する）
- RuF シュヴァークストルフ e.V.
- RG フュルステナウe.V.（自動車・モータースポーツ）
- モータースポーツクラブ・フュルステナウ e.V.
- SSC フュルステナウ（射撃競技クラブ）

## 経済と社会資本

### 交通
連邦道 B214号線（リンゲン - フュルステナウ - ディープホルツ - ニーンブルク - ツェレ - ブラウンシュヴァイク）、B218号線（フュルステナウ - ブラームシェ - オスターカッペルン）、B402号線（エメン/オランダ - メッペン - ハーゼリュンネ - フュルステナウ）がフュルステナウを通っている。連邦アウトバーン A1号線（ハンブルク - オスナブリュック - ルール地方）、A30号線（アムステルダム - オスナブリュック - ハノーファー、一部は欧州自動車道路 E30号線と共通）、A30号線（エムデン - オスナブリュック）は、それぞれ 30分ほどの距離にある。
長距離列車が発着する最寄り駅は、リンゲン (エムス) (26 km)、イッベンビューレン (33 km)、ライネ (40 km)、オスナブリュック (43 km) であり、近郊交通の最寄り駅は、ベルゼンブリュック (23 km) である。かつてこの街を通っていた鉄道デュースブルク - クヴァーケンブリュック線は廃線となった。最寄りの国際空港はミュンスター/オスナブリュック空港 (FMO) (59km) である。フュルステナウからオスナブリュックへは1時間ごとにバス路線 610号線が運行している。さらに、クヴァーケンブリュックやベルゼンブリュックへのバスも1時間ごとに運行されている。

### 教育
この街には、基礎課程学校 3校、統合型総合学校、本課程・実科学校マリエンシュティフトがある。

## 人物

### ゆかりの人物
- エーリヒ・フォン・ブラウンシュヴァイク＝グルーベンハーゲン（1478年 - 1532年）パーダーボルンおよびオスナブリュック司教、ミュンスター司教。フュルステナウで亡くなった。
- フランツ・フォン・ヴァルデック（ドイツ語版、英語版）（1491年 - 1553年）オスナブリュックおよびミュンスター司教、ミンデンとケルンの聖堂参事会管財人
- ハンス・クリストフ・フォン・ケーニヒスマルク（ドイツ語版、英語版）（1600年 - 1663年）スウェーデン軍のドイツ人司令官。1647年にフュルステナウを占領した。
- ディルク・ハーフェマイスター（ドイツ語版、英語版）（1958年 - ）障害飛越競技選手、ソウルオリンピック金メダリスト